# Маккьюн, Грант
Грант Ли МакКьюн (англ. Grant Lee McCune) (27 марта 1943 — 27 декабря 2010) — американский руководитель и художник по миниатюрным эффектам, спецэффектам и визуальным эффектам, известный по работе для таких фильмов, как «Челюсти» (1975), «Звёздный крейсер «Галактика»» (1978), «Гольф-клуб» (1980), «Космические яйца» (1987), «Поездка в Америку» (1988), «Моя мачеха — инопланетянка» (1988), «Охотники за привидениями 2» (1989), «Скорость» (1994), «Бэтмен навсегда» (1995), «Дневной свет» (1996), «Сфера» (1998) и «Рэмбо IV» (2008).
Но наиболее Грант МакКьюн известен по работе над первыми и одноимёнными фильмами, двух самых известных научно-фантастических кинофраншиз — «Звёздные войны» и «Звёздный путь» — «Звёздные войны» (1977) и «Звёздный путь» (1979), за которые МакКьюн получил по номинации на премию «Оскар» за лучшие визуальные эффекты, и выиграл за «Звёздные войны».

## Биография
Грант Ли МакКьюн родился 27 марта 1943 года в городе Лос-Анджелес, Калифорния, и учился в Университете штата Калифорния в Нортридже, где получил степень бакалавра по биологии.
Грант МакКьюн начал свою карьеру художника по спецэффектам в 1970-х годах, когда его наняли для создания реалистичной модели большой белой акулы, для успешного фильма-триллера Стивена Спилберга 1975 года — «Челюсти», но МакКьюн не был указан в титрах.
Грант МакКьюн был одним из немногих, кто работал над фильмами обоих самых культовых научно-фантастических кинофраншиз — «Звёздный путь» и «Звёздные войны». Оба фильма были также первыми в каждой франшизе:
С начала Грант МакКьюн работал над фильмом Джорджа Лукаса 1977 года — «Звёздные войны», в качестве главного модельера для блока миниатюрных и оптических эффектов, а также был номинирован на премию «Оскар», в категории «Лучшие визуальные эффекты» вместе с Джоном Стирсом, Джоном Дайкстрой, Ричардом Эдландом и Робертом Блалаком, и выиграл её.
Потом Грант МакКьюн работал для фильма Роберта Уайза 1979 года — «Звёздный путь», в качестве руководителя миниатюр, и также был номинирован на «Оскар» за лучшие визуальные эффекты» вместе с Дугласом Трамбуллом, Дайкстрой, Ричардом Юричичем, Робертом Суортом и Дэйвом Стюартом, но проиграл Х. Р. Гигеру, Карло Рамбальди, Брайану Джонсону, Нику Аллдеру и Дэннису Айлингу, за научно-фантастический фильм ужасов Ридли Скотта того же года — «Чужой».
После «Звёздных войн» и «Звёздного пути», Грант МакКьюн вносил свой вклад руководителя и художника по миниатюрным эффектам, спецэффектам и визуальным эффектам, в такие фильмы, как «Гольф-клуб» 1980 года, «Жизненная сила» 1985 года, «Космические яйца» 1987 года, «Поездка в Америку», «Моя мачеха — инопланетянка» (оба 1988 года), «Охотники за привидениями 2» 1989 года, «Скорость», «Богатенький Ричи» (оба 1994 года), «Бэтмен навсегда» 1995 года, «Дневной свет» 1996 года, «Сфера» 1998 года, и в свой последний фильм — военный боевик Сильвестра Сталлоне 2008 года — «Рэмбо IV».
Грант Ли МакКьюн умер у себя дома в городе Хидден-Хилс, Калифорния от рака поджелудочной железы 27 декабря 2010 года в возрасте 67 лет, ровно за три месяца до своего 68-го дня рождения.

## Фильмография
- Челюсти (1975)
- Звёздные войны[a] (1977)
- Звёздный крейсер «Галактика» (1978)
- Экспресс-лавина (1979)
- Звёздный путь (1979)
- Гольф-клуб (1980)
- Огненный лис (1982)
- Звёздный корабль 1 (1983)
- Жизненная сила (1985)
- Шакалы (1986)
- Космические яйца (1987)
- Призрачный свет (1987)
- Слуга дьявола (1988)
- Поездка в Америку (1988)
- Моя мачеха — инопланетянка (1988)
- Охотники за привидениями 2 (1989)
- Скорость (1994)
- Богатенький Ричи (1994)
- Бэтмен навсегда (1995)
- Приказано уничтожить (1996)
- Дневной свет (1996)
- Сфера (1998)
- Красная планета (2000)
- Тринадцать дней (2000)
- Рэмбо IV (2008)

## Награды и номинации
Грант МакКьюн был номинирован на премию «Оскар», в категории «Лучшие визуальные эффекты» два раза:
- 1978 год — «Звёздные войны[a]», вместе с Джоном Стирсом, Джоном Дайкстрой, Ричардом Эдландом и Робертом Блалаком[7] (победа)[3]
- 1980 год — «Звёздный путь», вместе с Дугласом Трамбуллом, Дайкстрой, Ричардом Юричичем, Робертом Суортом и Дэйвом Стюартом (номинация)[8]

## Заметки
1. 1 2 3 4 5 6  Позже названные как «Звёздные войны. Эпизод IV: Новая надежда»